# Orde van Fiji
De Orde van Fiji (Engels: Order of Fiji) werd op 8 maart 1995 door de regering van de republiek Fiji ingesteld en heeft drie graden en een militaire en civiele divisie. De president is Kanselier van deze ridderorde en er is geen Grootmeester.
De orde kent drie graden:
- Commandeur of "Companion"
Zij dragen de ster aan een lint om de hals.
- Officier of "Officer"
Zij dragen de gouden ster aan een lint op de linkerborst
- Lid of "Member"
Zij dragen de zilveren ster aan een lint op de linkerborst

De leden mogen de letters "CF", "OF" en "MF" achter hun naam plaatsen.
Aan de orde is ook een medaille verbonden. De dragers van deze medaille mogen de letters "MOF" achter hun naam plaatsen.
Het kleinood is een ster met acht punten waarop een wapenschild binnen een lauwerkrans is gelegd. Het lint is rood-wit-rood en de militaire divisie draagt een lint met een smalle rode middenstreep.

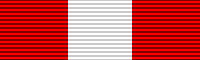
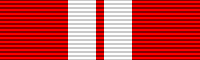